# Sheppardia gabela
Sheppardia gabela е вид птица от семейство Muscicapidae. Видът е застрашен от изчезване.

## Разпространение
Видът е разпространен в Ангола.